# スクウェア・エニックスの漫画レーベル
- スクウェア・エニックス > スクウェア・エニックスの漫画レーベル
- 漫画レーベル一覧 > スクウェア・エニックスの漫画レーベル

スクウェア・エニックスの漫画レーベル（スクウェア・エニックスのまんがレーベル）では、日本の出版社であるスクウェア・エニックスが刊行する漫画単行本のレーベルを列挙する。

## 現行のレーベル
- ガンガンコミックス（GC） - 『月刊少年ガンガン』及び『ガンガンパワード』等の増刊
- ガンガンコミックスJOKER（GC JOKER、GCJ） - 『月刊ガンガンJOKER』
- ガンガンコミックスONLINE（GC ONLINE、GCO） - Webコミック誌『ガンガンONLINE』
- ガンガンコミックスUP!（GC UP!） - マンガアプリ『マンガUP!』
- ガンガンコミックスpixiv - pixivとの共同Webコミック誌『ガンガンpixiv』
- Gファンタジーコミックス（GFC） - 『月刊Gファンタジー』
  - GFC SUPER - 判型をA5→B6に変更した際、A5判で刊行されていた既刊の新装版に使用。
- ヤングガンガンコミックス（YG COMICS） - 『ヤングガンガン』
- ビッグガンガンコミックス（BG COMICS） - 『月刊ビッグガンガン』

## 廃止されたレーベル
- 4コママンガ劇場 - 書籍編集部（旧4コマ劇場編集部）の担当
- Gag-Oh! コミックス（GOC） - 『月刊少年ギャグ王』
- 以下のGファンタジーコミックス派生レーベル
  - ステンシルコミックス（STC） - 『月刊ステンシル』
  - スーパーコミック劇場（SCG） - 旧「エニックス・スーパーコミック劇場」（ESG）、コンピュータゲームを題材とするアンソロジー集。
- ガンガンウイングコミックス（GWC） - 『月刊ガンガンウイング』
  - ガンガンWINGコミックススペシャル - アンソロジー集、ファンブックなど
- ガンガンコミックスIXA（GC IXA、GCX） - 『ガンガン戦-IXA-』
- ガンガンコミックスデラックス（GC DELUXE） - 『LUNO』・『愛蔵版 精霊の守り人』・『鋼の錬金術師 完全版』の3作品を刊行。
- ガンガンコミックスアンソロジー（GC ANTHOLOGY） - アンソロジー集